# NGC 4125
NGC 4125 (други обозначения – UGC 7118, MCG 11-15-27, ZWG 315.19, IRAS12055+6527, PGC 38524) е галактика в съзвездието Дракон.
Обектът присъства в оригиналната редакция на „Нов общ каталог“.